# Idioderma virescens
Idioderma virescens är en insektsart som beskrevs av Van Duzee. Idioderma virescens ingår i släktet Idioderma och familjen hornstritar. Inga underarter finns listade i Catalogue of Life.